# Robert Emmett Dolan
Pour les articles homonymes, voir Dolan.
Robert Emmett Dolan est un compositeur et producteur américain né le 3 août 1908 à Hartford, Connecticut (États-Unis), décédé le 26 septembre 1972 en Californie (États-Unis).

## Filmographie

### comme compositeur
- 1930 : Sweet Kitty Bellairs
- 1941 : Birth of the Blues
- 1942 : Madame exagère (Are Husbands Necessary?) de Norman Taurog
- 1942 : Le Mystérieux Docteur Broadway (Dr. Broadway) d'Anthony Mann
- 1942 : Uniformes et Jupons courts (The Major and the Minor) de Billy Wilder
- 1942 : Lune de miel mouvementée (Once Upon a Honeymoon)
- 1943 : Henry Aldrich Gets Glamour
- 1944 : L'Amour cherche un toit (Standing Room Only)
- 1944 : Les Nuits ensorcelées (Lady in the Dark)
- 1944 : I Love a Soldier
- 1945 : Sa dernière course (Salty O'Rourke)
- 1945 : Un héritage sur les bras (Murder, He Says) de George Marshall
- 1945 : La Blonde incendiaire (Incendiary Blonde)
- 1945 : Les Cloches de Sainte-Marie (The Bells of St. Mary's)
- 1946 : Le Dahlia bleu (The Blue Dahlia)
- 1946 : Le Joyeux Barbier (Monsieur Beaucaire) de George Marshall
- 1946 : La Mélodie du bonheur
- 1946 : Cross My Heart
- 1947 : La Brune de mes rêves (My Favorite Brunette)
- 1947 : En route vers Rio (Road to Rio)
- 1947 : Dear Ruth (en)
- 1947 : Le Docteur et son toubib (Welcome Stranger) de Elliott Nugent
- 1947 : The Trouble with Women (en)
- 1947 : Les Exploits de Pearl White (The Perils of Pauline)
- 1947 : Le Fiancé de ma fiancée (Dear Ruth) de William D. Russell
- 1948 : Trafic à Saïgon (Saigon)
- 1948 : Monsieur Peabody et la sirène (Mr. Peabody and the Mermaid)
- 1948 : Ce bon vieux Sam (Good Sam)
- 1949 : Mon véritable amour (My Own True Love) de Compton Bennett
- 1949 : Un crack qui craque (Sorrowful Jones)
- 1949 : Le Prix du silence (The Great Gatsby)
- 1949 : Quand viendra l'aurore (Top o' the Morning)
- 1950 : Maman est à la page (Let's Dance)
- 1952 : My Son John
- 1957 : The Three Faces of Eve
- 1959 : L'homme qui comprend les femmes (The Man Who Understood Women) de Nunnally Johnson

### comme producteur
- 1954 : Noël blanc (White Christmas)
- 1955 : The Girl Rush
- 1956 : The 28th Annual Academy Awards (TV)
- 1956 : Quadrille d'amour (Anything Goes) de Robert Lewis